# Cantharophilie
Als Cantharophilie oder Coleopterophilie bezeichnet man die Bestäubung von Blütenpflanzen durch Käfer. Pflanzen, die so bestäubt werden, werden auch Käferblumen genannt.
Käferbestäubung wurde eine Zeit lang als ursprüngliche Bestäubungsform angesehen. Von dieser Sichtweise ist man jedoch abgekommen, da die Käferbestäubung der basalen Angiospermen eher abgeleitet ist. Man kann bei der Käferbestäubung auch nicht von Koevolution sprechen, da sich die Käfer kaum, sondern nur die Pflanzen sich an den jeweiligen Partner angepasst haben.
Eine Unterform bildet die Bestäubung durch Aaskäfer (Necrocoleopterophilie).

## Merkmale und Voraussetzungen der Käfer
Käfer sind seit dem Perm (ca. 280 Mio. Jahre) bekannt. Bestäubende Käfer stammen allesamt aus der Gruppe der sogenannten Polyphaga. Sie nutzen in den Blüten sowohl den Nektar als auch den Pollen.
Der Pollen kann entweder mit ihren kauend-beißenden Mundwerkzeugen zerbissen werden, oder der Inhalt wird über die Aperturen des Pollenkorns im Magen herausgelöst. Die unverdauliche Exine wird ausgeschieden. Der Nektar wird zum Teil mit Haarbüscheln an den Mundwerkzeugen kapillar aufgenommen.
Der Sehsinn von Käfern ist zwar relativ schwach, aber sie können Farben und Formen durchaus erkennen. Wichtiger jedoch ist der Geruchssinn.
Käfer nutzen Blüten bzw. Blütenstände häufig auch als Kopulationsplatz, Eiablageplatz und Schutzort, z. B. nachts.
Unter den blütenbesuchenden Käfern findet man Vertreter aus den Familien der Prachtkäfer, Weichkäfer, Bockkäfer, Glanzkäfer, Blatthornkäfer und 9 weiteren Familien.

## Merkmale der cantharophilen Pflanzen
Auf Grund der kauend-beißenden Mundwerkzeuge der Käfer werden die Käferblumen häufig stark beschädigt. Infolgedessen sind reproduktive Organe (Staubblätter und Fruchtblätter) oft in Mehrzahl vorhanden.
Der gute Geruchssinn der Käfer hat in der Evolution eine Anpassung der Pflanzen dahingehend bewirkt, dass sie häufig fruchtig oder fäkalartig duften.
Man unterscheidet bei den käferbestäubten Pflanzen Generalisten (nicht zwingend von Käfern bestäubt), schwache Spezialisten und starke Spezialisten.
Generalisten finden sich weltweit und haben häufig einfache offene Blüten oder Blütenstände. Hierzu gehören zum Beispiel die Seerosengewächse (Nymphaeaceae).
Schwache Spezialisten sind vor allem im südöstlichen Mittelmeer-Gebiet bis zum Iran hin verbreitet und auch im Sand-plain Fynbos in Südafrika, wo bis zu 30 Prozent der Blütenpflanzen als cantharophil gelten. Sie zeichnen sich ebenfalls durch eine Napfform der Blüte aus, haben jedoch zusätzlich Farbmale, die oft einen Kopulationspartner imitieren. Man spricht von einem painted bowl. Hierzu gehören diverse Vertreter der Liliengewächse (Liliaceae) im weiteren Sinne, wie die Tulpe.
Starke Spezialisten finden sich vor allem in den Tropen und dort v. a. in den sogenannten Dipterocarpaceen-Wäldern in Südostasien und Nord-Australien. Die cantharophilen Blüten und Blütenstände dort sind zumeist sogenannte chamber blossoms. Sie bilden zeitweise oder dauernd Kammern, in denen die Käfer gefangen gehalten werden. Kammerblüten aus Blüten gebildet sind meist unter den basalen Angiospermen (ANITA-Clade, Magnoliidae) zu finden. Kammerblüten aus Blütenständen gebildet finden sich u. a. bei den Aronstabgewächsen (Araceae), Palmengewächsen (Arecaceae) und  Cyclanthaceaen.

## Bedeutung
Auch wenn die Käferbestäubung kaum bekannt ist, so ist sie recht bedeutend, auch wirtschaftlich. So werden Palmen wie die Ölpalme und die Dattelpalme durch Käfer bestäubt. Auch die essbare Annone, auch Schuppenapfel genannt, wird durch Käfer bestäubt.